# Polomka
Polomka – wieś (obec) w powiecie Brezno w kraju bańskobystrzyckim w historycznym regionie Horehronie na Słowacji. Mieszka w niej 3038 osób (spis ludności z 21.05.2011).
W miejscowości jest stacja kolejowa Polomka.

## Położenie
Polomka leży w dolinie Hronu, ograniczona łańcuchem Niżnych Tatr od północy i pasmem Rudaw Słowackich od południa. Wysokość n.p.m. obszaru katastralnego wsi zmienia się od ok. 600 m w dolinie Hronu do 1439 na południu (szczyt Fabova hoľa) i 1665 m na północy (szczyt Homôľka w Niżnych Tatrach). Centrum wsi leży na wysokości 628 m n.p.m.

## Historia
Polomka została założona najprawdopodobniej już w XIV wieku jako wieś na prawie niemieckim. Zapewne na przełomie XIV i XV w., gdy dotarła tu fala wędrownych pasterzy ze wschodu Karpat, została przeniesiona na prawo wołoskie. Pierwsza pisemna wzmianka o miejscowości pochodzi z 1525 roku: zanotowano wówczas, że mieszkaniec Polomki, niejaki Alex, nie chciał sprzedać sera Konôpce z Brezna za monetę zaniżonej wagi. Więcej informacji o wsi zachowało się z czasów od połowy XVI w. Jej mieszkańcy trudnili się głównie pracą na roli i pasterstwem. W 1551 r. wieś liczyła 9 gospodarstw, ale w 1605 r. już 37. W tym czasie na jej terenie poszukiwano złota i srebra, działały prymitywne kopalnie rudy żelaza (miejsc. banie) oraz kuźnice (miejsc. hamry), w których z wytopionej surówki uzyskiwano wyroby żelazne (wkrótce zanikłe).
W XVI w. istniał już we wsi drewniany kościół, który w 1669 r. został zastąpiony murowaną, istniejącą do dziś budowlą. Naprzeciwko „fary” (budynku probostwa) powstała drewniana, dwuizbowa szkoła – pierwsza wzmianka o prowadzącym ją nauczycielu pochodzi z 1701 r. Pieczęć wsi jest znana z odcisku od roku 1737. Posiadała ona łaciński napis Sigilium pagi Polonka iuxta Gron (Pieczęć wsi Polomka nad Hronem).
Dzieje wsi związane były ściśle z zamkiem Murań i z murańskim „państwem” feudalnym, które w dolinie Hronu sięgało aż po Brezno. Polomka była w tym organizmie wsią o największym areale ziemi ornej, co przekładało się na liczbę mieszkańców i dobytku. Hodowano głównie owce, wypasane na górskich halach, nieco krów i koni. Z uwagi na chłodny i wilgotny klimat ze zbóż uprawiano tylko owies, żyto i nieco jęczmienia, a oprócz tego rośliny strączkowe (groch, fasola i bób), które z biegiem XIX w. zostały częściowo zastąpione przez ziemniaki. Powszechna była uprawa lnu i konopi jako surowców do produkcji płótna i powrozów.
W ciągu XIX w. gwałtownie wzrosło zapotrzebowanie na drewno budowlane, a rozwijające się w dolinie Hronu hutnictwo żelaza stworzyło zapotrzebowanie na znaczne ilości węgla drzewnego. Wielu mieszkańców wsi znalazło pracę w lasach wielkiej zwierzchności, inni zajmowali się furmanką, spławianiem drewna Hronem czy produkcją gontów i innych wyrobów z drewna. W tym czasie we wsi działały młyn i tartak napędzane kołami wodnymi, a także niewielki browar.
Przeludnienie wsi i upadek wielu rzemiosł, spowodowany konkurencją tańszych wyrobów fabrycznych wywołały na początku XX w. falę emigracji zarobkowej do Francji, Ameryki, a nawet Australii. Światowy kryzys ekonomiczny początku lat 30. XX w. odbił się echem również w Polomce, gdzie 14 listopada 1932 r. mieszkańcy zbiorowo zaprotestowali przeciwko okrutnym egzekucjom podatkowym, które wiele rodzin pozbawiły dachu nad głową (tzw. Polomská vzbura). Podczas demonstracji żandarmi zastrzelili dwóch protestujących, a 46 osób postawiono przed sądem. Zdarzenia te upamiętnia tablica pamiątkowa na budynku Domu Kultury. W 1936 r. doszło do ponownych wystąpień, tym razem robotników leśnych i furmanów (upamiętnia je pomnik w parczku koło Domu Kultury).
W czasie słowackiego powstania narodowego znaczna część mieszkańców walczyła w oddziałach powstańczych lub aktywnie wspierała powstanie. Wyzwolenie od niemieckiej okupacji przyniosły Polomce wojska czechosłowackie i rumuńskie 30 stycznia 1945 r.

## Mieszkańcy
Według spisu ludności z 2001 roku mieszkało tu 3250 osób, z czego 3185 Słowaków (98% mieszkańców).
| Narodowość  | Liczba osób |
| ----------- | ----------- |
| słowacka    | 3185        |
| ukraińska   | 22          |
| romska      | 18          |
| węgierska   | 9           |
| czeska      | 7           |
| rosyjska    | 2           |
| polska      | 1           |
| nieustalona | 6           |

## Zabytki
- Rzymskokatolicki kościół farny pw. św. Jana Chrzciciela. Pierwszy, drewniany kościół powstał we wsi już w XVI w. Nowy, murowany kościół rozpoczął wznosić w roku 1666 Franciszek Wesselényi, ówczesny palatyn Węgier i władca „państwa” murańskiego. Kościół został poświęcony w 1669 r. W latach 1712–1715 świątynia została przebudowana w duchu barokowym. Wyposażenie wnętrza (ołtarz główny, ambona, organy, chrzcielnica) z XVII i XVIII w., barokowe.